# Ivar Pavan
Ivar Pavan (Aratiba, 19 de outubro de 1951) é um agricultor e político brasileiro.
É filiado ao Partido dos Trabalhadores (PT). Foi eleito deputado estadual à Assembleia Legislativa do Rio Grande do Sul na 52ª legislatura (2007 — 2011). Nas eleições de 2014, em 5 de outubro, não foi eleito deputado federal.